# Kaho Aitaka
Kaho Aitaka (6 luglio 2006) è una nuotatrice artistica giapponese.

## Palmarès
- Mondiali

Singapore 2025: argento nella gara a squadre (programma libero).

### Coppa del Mondo
- 7 podi:
  - 5 secondi posti (5 nella gara a squadre)
  - 2 terzi posti (2 nella gara a squadre)